# Safri Duo 3.5 - International Version
Safri Duo 3.5 - International Version es un álbum de Safri Duo lanzado el 22 de diciembre de 2004. Contiene un disco extra con remixes y versiones extendidas de algunas canciones del primer disco.

## Listado de canciones
| CD 1  |                                                 |                               |          |  |
| N.º   | Título                                          | Escritor(es)                  | Duración |  |
| 1.    | «Rise (Leave me Alone)» (Airbase Damage Remake) | Anderson, Friis, Martin       | 3:52     |  |
| 2.    | «Ritmo de la Noche» (Extended Versión)          | Allen, Anderson, Castoni      | 3:03     |  |
| 3.    | «All the People in the World» (F&W Remix)       | Safri Duo, Parsberg, Remee    | 3:42     |  |
| 4.    | «Amazonas»                                      | Safri Duo, Parsberg           | 6:17     |  |
| 5.    | «Fallin' High»                                  | Friis, Lucas, Nakas, Parsberg | 5:59     |  |
| 6.    | «The Moonwalker»                                | Safri Duo, Parsberg           | 5:10     |  |
| 7.    | «Marimba Dreams»                                | Safri Duo                     | 2:28     |  |
| 8.    | «Agogo Mosse»                                   | Anderson, Friis, Lucas        | 4:32     |  |
| 9.    | «Laarbasses»                                    | Anderson, Friis, Parsberg     | 5:14     |  |
| 10.   | «Bombay Vice»                                   | Safri Duo, Parsberg           | 4:52     |  |
| 11.   | «Prelude»                                       | Safri Duo, Parsberg           | 6:13     |  |
| 12.   | «Knock on Wood»                                 | Crooper, Floyd                | 4:09     |  |
| 55:19 |                                                 |                               |          |  |

| CD 2  |                                                           |                                |          |  |
| N.º   | Título                                                    | Escritor(es)                   | Duración |  |
| 1.    | «A visit from the Zoo»                                    | Anderson, Allen, Anderson      | 9:48     |  |
| 2.    | «Ritmo de la Noche» (Extended Versión)                    | Allen, Anderson, Castoni       | 6:14     |  |
| 3.    | «Rise (Leave me Alone)» (Extended Version)                | Anderson, Friis, Martin        | 5:53     |  |
| 4.    | «Rise (Leave me Alone)» (Atn Remix)                       | Anderson, Friis, Martin        | 7:00     |  |
| 5.    | «Rise (Leave me Alone)» (Airbase Damage Remake)           | Anderson, Friis, Martin        | 9:53     |  |
| 6.    | «All the people in the World» (Copenhagen Clubbers Remix) | Safri Duo, Parsberg, Remee     | 7:21     |  |
| 7.    | «All the People in the World» (F&W Remix)                 | Safri Duo, Parsberg, Remee     | 7:40     |  |
| 8.    | «Fallin' High» (Artificial Funk Remix)                    | Friis, Lucas, Nakas, Parsberg  | 8:55     |  |
| 9.    | «Fallin' High» (Steve Murano Remix)                       | AFriis, Lucas, Nakas, Parsberg | 8:12     |  |
| 10.   | «Fallin' High» (Groove Electronic Remix)                  | Friis, Lucas, Nakas, Parsberg  | 5:53     |  |
| 76:35 |                                                           |                                |          |  |

## Personal
- Clark Anderson - Voces, Arreglos Vocales, Productor
- Lars Danielsson - Bajo
- Jan Eliasson - Masterización
- Morten Friis - Voces
- Jesper Green -Productor
- Paul Hollman - Grabador de Voces
- Oliver Klitzing - Productor, Mezclas
- Jonas Krag - Guitarra
- Ingo Kunzi - Ingeniero, Mezclas
- Michael Parsberg - Arreglos, Productor, Ingeniero, Mezcla, Grabador de Voces
- Claus Lund Pedersen - Coordinador de Proyectos
- Jesper Riis - Trompeta, Cuerno
- Safri Duo - Percusión, Arreglos, Teclados, Marimba, Efectos de Sonido, Productores, Aplausos, Chasquido con los dedos, Respiración, Sartenes, Ollas